# Lijst van voetbalinterlands Argentinië - Zweden (vrouwen)
Deze lijst van voetbalinterlands is een overzicht van alle officiële voetbalinterlands tussen de nationale vrouwenteams van Argentinië en de Zweden. De landen hebben tot nu toe twee keer tegen elkaar gespeeld. 

## Wedstrijden
| № | Plaats   | Datum           | Competitie             | Wedstrijd           | Uitslag |
| - | -------- | --------------- | ---------------------- | ------------------- | ------- |
| 1 | Tianjin  | 9 augustus 2008 | Olympische Spelen 2008 | Zweden − Argentinië | 1 − 0   |
| 2 | Hamilton | 2 augustus 2023 | Wk 2023                | Argentinië − Zweden | 0 − 2   |

## Samenvatting
| Competitie   | Totaal gespeeld | Winst Argentinië | Gelijk | Winst Zweden | Doelsaldo Argentinië – Zweden |
| ------------ | --------------- | ---------------- | ------ | ------------ | ----------------------------- |
| WK-eindronde | 1               | 0                | 0      | 1            | 0 − 2                         |
| OS-eindronde | 1               | 0                | 0      | 1            | 0 − 1                         |
| Totaal       | 2               | 0                | 0      | 2            | 0 − 3                         |